# Didier Angibeaud
Didier Angibeaud-Nguidjol (Douala, 8 ottobre 1974) è un ex calciatore camerunese, di ruolo centrocampista.

## Carriera

### Club
La sua carriera a livello professionistico iniziò in Francia nel Le Havre, con la trafila delle giovanili e due stagioni in prima squadra, nella seconda delle quali non collezionò alcuna presenza.
Nelle successive tre stagioni milita in tre squadre diverse: nel 1995-1996 nell'Istres nel Championnat National, in quella successiva sale in Ligue 2 con il Tolone e rimane nella stessa categoria nel 1997-1998, passando però al Nizza. Furono queste tre stagioni nei campionati professionistici minori francesi le uniche in cui giocò con buona continuità.
La stagione 1998-1999 segna l'avvio di un'esperienza triennale allo Sturm Graz nel massimo campionato austriaco dove però, soprattutto a partire dalla seconda stagione, le sue presenze sono assai limitate.

### Nazionale
Con la propria nazionale, Angibeaud vanta tre presenze, tutte alla fase finale del Mondiale 1998, e nessuna rete segnata.